# Cabucala monarthron
Cabucala monarthron är en oleanderväxtart som beskrevs av Marcel Pichon. Cabucala monarthron ingår i släktet Cabucala och familjen oleanderväxter. Inga underarter finns listade i Catalogue of Life.